# Collegio di Dover and Deal
Dover and Deal è un collegio elettorale inglese situato nel Kent rappresentato alla Camera dei comuni del parlamento del Regno Unito. Elegge un membro del parlamento con il sistema maggioritario a turno unico; l'attuale parlamentare è Mike Tapp, eletto con il Partito Laburista nel 2024.
Il nome ufficiale fu Dover fino al 1974 e dal 1983 al 2024, quando è ritornato al nome originario.

## Estensione

Dover dal 2010 al 2024

- 1918–1950: i Municipal Borough di Deal e Dover, il distretto urbano di Walmer e i distretti rurali di Dover e Eastry.
- 1950–1983: i Municipal Borough di Deal, Dover e Sandwich, il distretto rurale di Dover e parte del distretto rurale di Eastry.
- 1983–2010: i ward del distretto di Dover di Aylesham, Barton, Buckland, Capel-le-Ferne, Castle, Cornilo, Eastry, Eythorne, Lower Walmer, Lydden and Temple Ewell, Maxton and Elms Vale, Middle Deal, Mill Hill, Mongeham, Noninstone, North Deal, Pineham, Priory, Ringwould, River, St Margaret's-at-Cliffe, St Radigund's, Shepherdswell with Coldred, Tower Hamlets, Town and Pier e Upper Walmer.
- 2010–2024: i ward del distretto di Dover di Aylesham, Buckland, Capel-le-Ferne, Castle, Eastry, Eythorne and Shepherdswell, Lydden and Temple Ewell, Maxton, Elms Vale and Priory, Middle Deal and Sholden, Mill Hill, North Deal, Ringwould, River, St Margaret's-at-Cliffe, St Radigund's, Tower Hamlets, Town and Pier, Walmer e Whitfield.
- dal 2024: i ward del distretto di Dover di Alkham and Capel-le-Ferne, Aylesham, Eythorne and Shepherdswell, Buckland, Dover Downs and River, Eastry Rural, Guston, Kingsdown and St. Margaret’s-at-Cliffe, Maxton and Elms Vale, Middle Deal, Mill Hill, North Deal, St. Radigunds, Tower Hamlets, Town and Castle, Walmer e Whitfield

Il collegio di Dover consiste della gran parte del distretto di Dover, che comprende le città di Deal, Dover e Walmer, insieme ai villaggi circostanti. Esclude la parte settentrionale intorno all'antica Cinque Ports di Sandwich, che insieme ai villaggi circostanti fa parte di South Thanet; queste aree furono comunque nel collegio di Dover prima delle modifiche del 1950 e 1983. Tradizionalmente è un collego in cui si alternano conservatori e laburisti, con le aree rurali che tendono verso i conservatori, mentre Dover è più tendente al laburista.

## Membri del parlamento dal 1885
| Elezione | Elezione       | Deputato                 | Partito      |
| -------- | -------------- | ------------------------ | ------------ |
|          | 1885           | Alexander George Dickson | Conservatore |
| 1889 (S) | George Wyndham |                          | Conservatore |
| 1913 (S) | Vere Ponsonby  |                          | Conservatore |
|          | 1921 (S)       | Thomas Andrew Polson     | Indipendente |
|          | 1922           | John Jacob Astor         | Conservatore |
|          | 1945           | John Thomas              | Laburista    |
|          | 1950           | John Arbuthnot           | Conservatore |
|          | 1964           | David Ennals             | Laburista    |
|          | 1970           | Peter Rees               | Conservatore |
| 1987     | David Shaw     |                          | Conservatore |
|          | 1997           | Gwyn Prosser             | Laburista    |
|          | 2010           | Charlie Elphicke         | Conservatore |
|          | 2017           | Charlie Elphicke         | Indipendente |
|          | 2018           | Charlie Elphicke         | Conservatore |
|          | 2019           | Charlie Elphicke         | Indipendente |
|          | 2019           | Natalie Elphicke         | Conservatore |
|          | 2024           | Natalie Elphicke         | Laburista    |
| 2024     | Mike Tapp      |                          | Laburista    |

## Elezioni

### Elezioni negli anni 2020
| Partito                    | Partito                                           | Candidato                  | Risultati 4 luglio 2024 | Risultati 4 luglio 2024 |
| Partito                    | Partito                                           | Candidato                  | Voti                    | %                       |
| -------------------------- | ------------------------------------------------- | -------------------------- | ----------------------- | ----------------------- |
|                            | Laburista                                         | Mike Tapp                  | 18 940                  | 39,64                   |
|                            | Reform UK                                         | Howard Cox                 | 11 355                  | 23,77                   |
|                            | Conservatore                                      | Stephen James              | 10 370                  | 21,71                   |
|                            | Verdi                                             | Christine Oliver           | 3 106                   | 6,50                    |
|                            | Lib Dem                                           | Penelope James             | 2 595                   | 5,43                    |
|                            | Indipendente                                      | Geoffrey Lymer             | 485                     | 1,02                    |
|                            | Indipendente                                      | Ash Payne                  | 369                     | 0,77                    |
|                            | Democratici Inglesi                               | Steve Laws                 | 185                     | 0,39                    |
|                            | Heritage                                          | Sylvia Petersen            | 168                     | 0,35                    |
|                            | Indipendente                                      | Chris Tough                | 104                     | 0,22                    |
|                            | Workers                                           | Colin Tasker               | 98                      | 0,21                    |
|                            |                                                   |                            |                         |                         |
| Iscritti                   | Iscritti                                          | Iscritti                   | 78 801                  | 100,00                  |
| ↳ Votanti (% su iscritti)  | ↳ Votanti (% su iscritti)                         | ↳ Votanti (% su iscritti)  | 47 775                  | 60,63                   |
| ↳ Astenuti (% su iscritti) | ↳ Astenuti (% su iscritti)                        | ↳ Astenuti (% su iscritti) | 31 026                  | 39,37                   |
|                            |                                                   |                            |                         |                         |
|                            | Esito: collegio passa da Conservatore a Laburista |                            |                         |                         |

### Elezioni negli anni 2010
| Partito                    | Partito                                   | Candidato                  | Risultati 12 dicembre 2019 | Risultati 12 dicembre 2019 |
| Partito                    | Partito                                   | Candidato                  | Voti                       | %                          |
| -------------------------- | ----------------------------------------- | -------------------------- | -------------------------- | -------------------------- |
|                            | Conservatore                              | Natalie Elphicke           | 28 830                     | 56,86                      |
|                            | Laburista                                 | Charlotte Cornell          | 16 552                     | 32,65                      |
|                            | Lib Dem                                   | Simon Dodd                 | 2 895                      | 5,71                       |
|                            | Verdi                                     | Beccy Sawbridge            | 1 371                      | 2,70                       |
|                            | Indipendente                              | Nathan Sutton              | 916                        | 1,81                       |
|                            | Women's Equality                          | Eljai Morais               | 137                        | 0,27                       |
|                            |                                           |                            |                            |                            |
| Iscritti                   | Iscritti                                  | Iscritti                   | 76 366                     | 100,00                     |
| ↳ Votanti (% su iscritti)  | ↳ Votanti (% su iscritti)                 | ↳ Votanti (% su iscritti)  | 50 701                     | 66,39                      |
| ↳ Astenuti (% su iscritti) | ↳ Astenuti (% su iscritti)                | ↳ Astenuti (% su iscritti) | 25 665                     | 33,61                      |
|                            |                                           |                            |                            |                            |
|                            | Esito: collegio confermato a Conservatore |                            |                            |                            |

| Partito                    | Partito                                   | Candidato                  | Risultati 8 giugno 2017 | Risultati 8 giugno 2017 |
| Partito                    | Partito                                   | Candidato                  | Voti                    | %                       |
| -------------------------- | ----------------------------------------- | -------------------------- | ----------------------- | ----------------------- |
|                            | Conservatore                              | Charlie Elphicke           | 27 211                  | 52,36                   |
|                            | Laburista                                 | Stacey Blair               | 20 774                  | 39,98                   |
|                            | UKIP                                      | Piers Wauchope             | 1 723                   | 3,32                    |
|                            | Lib Dem                                   | Simon Dodd                 | 1 336                   | 2,57                    |
|                            | Verdi                                     | Beccy Sawbridge            | 923                     | 1,78                    |
|                            |                                           |                            |                         |                         |
| Iscritti                   | Iscritti                                  | Iscritti                   | 74 556                  | 100,00                  |
| ↳ Votanti (% su iscritti)  | ↳ Votanti (% su iscritti)                 | ↳ Votanti (% su iscritti)  | 51 967                  | 69,70                   |
| ↳ Astenuti (% su iscritti) | ↳ Astenuti (% su iscritti)                | ↳ Astenuti (% su iscritti) | 22 589                  | 30,30                   |
|                            |                                           |                            |                         |                         |
|                            | Esito: collegio confermato a Conservatore |                            |                         |                         |

| Partito                    | Partito                                   | Candidato                  | Risultati 7 maggio 2015 | Risultati 7 maggio 2015 |
| Partito                    | Partito                                   | Candidato                  | Voti                    | %                       |
| -------------------------- | ----------------------------------------- | -------------------------- | ----------------------- | ----------------------- |
|                            | Conservatore                              | Charlie Elphicke           | 21 737                  | 43,28                   |
|                            | Laburista                                 | Clair Hawkins              | 15 443                  | 30,75                   |
|                            | UKIP                                      | David Little               | 10 177                  | 20,26                   |
|                            | Lib Dem                                   | Sarah Smith                | 1 572                   | 3,13                    |
|                            | Verdi                                     | Jolyon Trimingham          | 1 295                   | 2,58                    |
|                            |                                           |                            |                         |                         |
| Iscritti                   | Iscritti                                  | Iscritti                   | 72 894                  | 100,00                  |
| ↳ Votanti (% su iscritti)  | ↳ Votanti (% su iscritti)                 | ↳ Votanti (% su iscritti)  | 50 224                  | 68,90                   |
| ↳ Astenuti (% su iscritti) | ↳ Astenuti (% su iscritti)                | ↳ Astenuti (% su iscritti) | 22 670                  | 31,10                   |
|                            |                                           |                            |                         |                         |
|                            | Esito: collegio confermato a Conservatore |                            |                         |                         |

| Partito                    | Partito                                           | Candidato                  | Risultati 6 maggio 2010 | Risultati 6 maggio 2010 |
| Partito                    | Partito                                           | Candidato                  | Voti                    | %                       |
| -------------------------- | ------------------------------------------------- | -------------------------- | ----------------------- | ----------------------- |
|                            | Conservatore                                      | Charlie Elphicke           | 22 174                  | 44,01                   |
|                            | Laburista                                         | Gwyn Prosser               | 16 900                  | 33,54                   |
|                            | Lib Dem                                           | John Brigden               | 7 962                   | 15,80                   |
|                            | UKIP                                              | Victor Matcham             | 1 747                   | 3,47                    |
|                            | BNP                                               | Dennis Whiting             | 1 104                   | 2,19                    |
|                            | Democratici                                       | Mike Walters               | 216                     | 0,43                    |
|                            | Popoli Cristiani                                  | David Clark                | 200                     | 0,40                    |
|                            | Indipendente                                      | George Lee-Delisle         | 82                      | 0,16                    |
|                            |                                                   |                            |                         |                         |
| Iscritti                   | Iscritti                                          | Iscritti                   | 71 875                  | 100,00                  |
| ↳ Votanti (% su iscritti)  | ↳ Votanti (% su iscritti)                         | ↳ Votanti (% su iscritti)  | 50 385                  | 70,10                   |
| ↳ Astenuti (% su iscritti) | ↳ Astenuti (% su iscritti)                        | ↳ Astenuti (% su iscritti) | 21 490                  | 29,90                   |
|                            |                                                   |                            |                         |                         |
|                            | Esito: collegio passa da Laburista a Conservatore |                            |                         |                         |

### Elezioni negli anni 2000
| Partito                    | Partito                                | Candidato                  | Risultati 5 maggio 2005 | Risultati 5 maggio 2005 |
| Partito                    | Partito                                | Candidato                  | Voti                    | %                       |
| -------------------------- | -------------------------------------- | -------------------------- | ----------------------- | ----------------------- |
|                            | Laburista                              | Gwyn Prosser               | 21 680                  | 45,28                   |
|                            | Conservatore                           | Paul Watkins               | 16 739                  | 34,96                   |
|                            | Lib Dem                                | Antony Hook                | 7 607                   | 15,89                   |
|                            | UKIP                                   | Lee Speakman               | 1 252                   | 2,61                    |
|                            | Indipendente                           | Victor Matcham             | 606                     | 1,27                    |
|                            |                                        |                            |                         |                         |
| Iscritti                   | Iscritti                               | Iscritti                   | 70 834                  | 100,00                  |
| ↳ Votanti (% su iscritti)  | ↳ Votanti (% su iscritti)              | ↳ Votanti (% su iscritti)  | 47 884                  | 67,60                   |
| ↳ Astenuti (% su iscritti) | ↳ Astenuti (% su iscritti)             | ↳ Astenuti (% su iscritti) | 22 950                  | 32,40                   |
|                            |                                        |                            |                         |                         |
|                            | Esito: collegio confermato a Laburista |                            |                         |                         |

| Partito                    | Partito                                | Candidato                  | Risultati 7 giugno 2001 | Risultati 7 giugno 2001 |
| Partito                    | Partito                                | Candidato                  | Voti                    | %                       |
| -------------------------- | -------------------------------------- | -------------------------- | ----------------------- | ----------------------- |
|                            | Laburista                              | Gwyn Prosser               | 21 943                  | 48,81                   |
|                            | Conservatore                           | Paul Watkins               | 16 744                  | 37,24                   |
|                            | Lib Dem                                | Antony Hook                | 5 131                   | 11,41                   |
|                            | UKIP                                   | Lee Speakman               | 1 142                   | 2,54                    |
|                            |                                        |                            |                         |                         |
| Iscritti                   | Iscritti                               | Iscritti                   | 69 062                  | 100,00                  |
| ↳ Votanti (% su iscritti)  | ↳ Votanti (% su iscritti)              | ↳ Votanti (% su iscritti)  | 44 960                  | 65,10                   |
| ↳ Astenuti (% su iscritti) | ↳ Astenuti (% su iscritti)             | ↳ Astenuti (% su iscritti) | 24 102                  | 34,90                   |
|                            |                                        |                            |                         |                         |
|                            | Esito: collegio confermato a Laburista |                            |                         |                         |

## Risultati dei referendum

### Referendum sulla permanenza del Regno Unito nell'Unione europea del 2016
|             | Collegio | Lasciare UE % | Rimanere in UE % |
| ----------- | -------- | ------------- | ---------------- |
|             | Dover    | 63,1%         | 36,8%            |
| Inghilterra | 53,3%    | 46,7%         |                  |
| Regno Unito | 51,9%    | 48,1%         |                  |